# Великий Щимель
Вели́кий Щи́мель (укр. Великий Щимель) — село в Сновском районе Черниговской области Украины. Население 733 человек. Занимает площадь 0,002 км². В селе расположен остановочный железнодорожный пункт Щимель.
Код КОАТУУ: 7425880501. Почтовый индекс: 15207. Телефонный код: +380 4654.
В селе родился Герой Советского Союза Трофим Панчешный.

## Власть
Орган местного самоуправления — Великощимельский сельский совет. Почтовый адрес: 15207, Черниговская обл., Сновский р-н, с. Великий Щимель, ул. Щорса, 15.